# Gephyromantis klemmeri
A Gephyromantis klemmeri   a kétéltűek (Amphibia) osztályába és  a békák (Anura) rendjébe aranybékafélék (Mantellidae) családjába tartozó faj. 

## Előfordulása
Madagaszkár endemikus faja. A sziget északkeleti részén, 600–900 m-es tengerszint feletti magasságban honos. A típuspéldányt a Marojezy-masszívumban figyelték meg. 

## Nevének eredete
Nevét Konrad Klemmer német herpetológus tiszteletére kapta.

## Megjelenése
Kis méretű, nagyon karcsú  Gephyromantis faj. A hímek testhossza 20–21 mm, a nőstényeké 21–26 mm. Háti bőre enyhén szemcsézett. A hímek hanghólyagja oldalt feketés színű, eleje fehéres árnyalatú. Combcsontjukon jól kivehető mirigyek vannak.

## Természetvédelmi helyzete
A vörös lista a sebezhető fajok között tartja nyilván. Elterjedési területe kisebb mint 20 000km², erősen töredezett. Élőhelyének területe fokozatosan csökken, minősége romlik. Megtalálható a Marojejy Nemzeti Parkban és az Anjanaharibe-Sud Rezervátumban.